# 時政記
時政記，一作時政紀，是一種史書體裁，武周時的宰相姚璹所創，乃是由宰相紀錄與皇帝之間的討論事項，交付史館，作為編纂日曆、實錄等史書的依據。

## 起源
唐初貞觀年間，皇帝照例在退朝後與宰相討論軍國大事，起居郎從旁記事。高宗永徽後，許敬宗、李義府等人掌權，經常妄奏議論，深怕自身荒唐言行被史官如實記錄，於是屏退史官，君相之議遂不為外人所知，從此成為慣例。
武则天長壽二年（693年），宰相姚璹認為皇帝之言為世人典範，不可缺漏無記，於是提議每當君相議事時（如延英召對），可挑選一名宰相（或政事堂當日的知印宰相）記錄討論經過，以保存重要的史實與決策過程，這份紀錄便稱之為「時政記」。編修完畢的時政記，必須每隔一段時間交付史館，或每月、或每季、或每年一次，各朝情況略有不同。

## 發展過程

### 唐代
時政記雖在唐朝初期便已創立，但歷任宰相並沒有很積極地執行這項工作。主要因為君相之間的議論，其中尚未公開者多屬國家機密，不可輕易交付史官，而已公開發佈詔令者，史官也能自行抄錄，故在姚璹之後，這項編修工作便遭到荒置了。導致有唐一代，著錄於藝文志的唯有姚璹所修之《時政記》四十卷。
歷來雖屢有宰相提議恢復編修時政記，例如德宗朝的賈耽、趙憬；憲宗朝的庾敬休等人，此外穆宗、文宗、武宗各朝亦發佈詔令，但多半無疾而終。
宣宗大中年間，宰相裴休認為時政記交由一人撰寫有失公允，遂提議所有宰相各寫一份，再統一交由史官整合。
穆宗長慶年間曾下詔編修「聖政紀」，就其內容與性質而言，與時政記如出一轍。

#### 曾建議或參預編修者
- 姚璹
- 庾敬休
- 趙憬
- 賈耽
- 齊抗
- 楊嗣復

### 宋代
宋承唐制，修史風氣大盛，亦積極編修時政記。初例以宰相同中書門下平章事負責，但宋代以中書門下及樞密院（並稱二府）分掌文、武大權，二府職掌不同，事務亦少有交集，況樞密院內不乏軍事機密，理當有獨立修纂的權限，因此梁周翰遂於淳化五年（994年）建議應該讓中書門下與樞密院分別編修，月底再一同交付史館，這是編修工作的一大革新。但一般而言，二府的首長或次長──以中書門下為例，即指同中書門下平章事或參知政事──雖是名義上的編修官，實際編修工作則多由幕僚負責。
宋代編修工作的另一特點，乃是時政記交付史館之前，須先讓皇帝過目，反觀唐代諸帝多半不清楚時政記內容，只因這是中國歷代修史傳統。
到了北宋中期，時政記性質已發生變化。基於史官失職等因素，時政記從原本的記載君相議事內容演變為單純條列例行公事，歐陽脩即對此提出譴責，特於仁宗嘉祐四年（1059年）撰《論史館日曆狀》一文闡述積弊，並提出改進方法，這篇奏議對往後朝鮮王朝確立編修時政記制度，產生了深遠的影響。
南宋孝宗乾道二年（1166年），洪邁曾倡議編修《祥曦記注》，主要記載「經筵侍臣出處、封章進對、宴會賜予」等場合的皇帝言行，其性質與時政記有若干相似處，但兩者側重角度不同，可說有互補作用。

### 宋代以後
宋代以降，元、明諸朝仍持續時政記的編修工作。

## 史書中著錄的時政記

### 已佚

#### 唐代
- 姚璹《時政記》四十卷《新唐書·卷五十八·藝文二·乙部史錄·起居注類》

#### 宋代
- 《度宗時政記》七十八冊《宋史·卷二百三·藝文二·編年類》
- 《元祐時政記》一卷同上
- 韓絳、吳充《樞密院時政記》十五卷《宋史·卷二百三·藝文二·故事類》

### 傳世
- 南宋李綱《建炎時政記》《宋史·卷三百五十九·李綱下》

## 朝鮮王朝的時政記
受中國文化影響，朝鮮王朝自太宗朝修纂《太祖實錄》起，歷代君王均十分重視編纂史書，從時政記、《承政院日記》（簡稱《政院日記》）等基本史料的累積直到編成「實錄」，有一套極為嚴謹的制度，《朝鮮王朝實錄》中所保存的時政記相關記載，較中國史書所記載的更為詳備。依國情與政治制度的不同，兩國時政記之性質有些許不同，朝鮮王朝的時政記比較接近中國的日曆，逐日記載各政府部門重要文書及大臣的奏論諫議，每篇記事之後並附有史官評論，已具傳統史書的雛形，其重要程度僅次於實錄。

### 起源
世宗十四年（1432年），鄭麟趾依據歐陽脩之奏議，認為應仿照宋朝，建立編修時政記的制度，以確保日後纂修實錄時史料來源充足，世宗採納此案，命春秋館撰擬相關制度，兩年後完成。

### 史官及編修制度
史官以翰林為主，另有少數由藝文館官員兼職（後擴增為八員專責修史），且不得以政事官兼任。人員區分為上、下兩番，下番供職於承政院，專門謄寫承政院日記，然後交給春秋館中的上番，上番再以之與各政府部門的文書；禮樂、刑政、文物制度資料；大臣的上書和諫言；以及諸道的資料等核對，最後撰為時政記。並任命「堂上官」（通常一或二人，主要從弘文館的官員中選出）監修。編修完畢的時政記以一年為一個單位，保存於春秋館中，並另外抄錄一副本，每屆曝曬年份時，存放於忠州史庫。因時政記均出自翰林之手，故又稱之為「翰林時政記」或簡稱「翰林政記」。

### 相關規定
歷來對於時政記皆有嚴格要求，作為當代史書，藏於春秋館中的時政記不得輕易出館，偶有特殊因素須參考或修改以前的紀錄，亦須至少三名史官在場，方得開庫。事實上，時政記主要以承政院日記為底本，所以若非有絕對必要，一般只要參考承政院日記便足夠。
歷代國君相當重視時政記，除了務必以楷體正字撰寫外，要求史官一定要秉筆直書，不可有公私偏頗或懼禍畏書等情事，否則會遭到嚴懲。怠忽職守者，輕則不許陞官或下獄，重則處死。另外，若史官因故帶罪，其所撰述之史草一概不得使用。
作為編修實錄的主要材料之一，在實錄修纂完畢後，時政記須連同其他史草，經由名為「洗草」（用流水漂洗，以還原成紙漿）的程序來銷毀，藉此完全抹殺實錄的製作過程。但時政記究竟是否該洗草，歷來經常引發熱烈的討論。

### 燕山君與時政記
燕山君在位期間（1494年－1506年），多次利用時政記作為迫害大臣的工具。燕山君查考過去的時政記，找出曾經發表忤逆言論的大臣，然後加以定罪，此舉造成史官及朝臣的恐慌。並干預時政記的內容，又下令五年編修一次，導致編修工作遭到空前的挫折，幾乎完全停擺，有鑑於此，中宗繼位後便倡議恢復編修。

### 其他記載
明宗元年（1576年）發生乙巳士禍，執掌政權的小尹派為讓自身地位合法化，遂矯詔篡改時政記內容，企圖詆毀失勢的大尹派。
仁祖二年（1624年）爆發李適之亂，叛軍攻陷漢城，大批時政記與承政院日記來不及運往江華島，毀於戰火之中，日後仁祖下令設立類似實錄廳的臨時機構來重修時政記。